# Palicourea subspicata
Palicourea subspicata är en måreväxtart som beskrevs av Huber. Palicourea subspicata ingår i släktet Palicourea och familjen måreväxter. Inga underarter finns listade i Catalogue of Life.